# Manuel Paner
Manuel Paner, également connu sous le nom de Manny Paner, né le 17 mai 1949, à Cebu City, aux Philippines, est un ancien joueur philippin de basket-ball. Il évolue durant sa carrière au poste de pivot.

## Palmarès
- Champion d'Asie 1973